# 野崎眞一
野崎 眞一（のざき しんいち、1931年1月28日 - 2014年1月27日）は、日本の作曲家である。永年の作家名は野崎 真一であった。

## 人物・来歴
1931年（昭和6年）1月28日、現在の愛知県半田市に生まれる。
1957年（昭和32年）、26歳のときに、日本マーキュリーレコードより発売された藤島桓夫歌唱の「俺らは東京へ来たけれど」で作曲家デビュー。この時の名前の表記は「野崎眞一」だった。
1958年にテイチクレコードの専属作曲家となる。
「星屑のブルース」（1965年）をはじめ数多くの石原裕次郎、八代亜紀の楽曲を作曲した。とくに野崎が40代半ばのころに八代に提供した「もう一度逢いたい」 （1976年）、「愛の終着駅」 （1977年）では、当時20代半ばの八代を日本レコード大賞最優秀歌唱賞受賞に2年連続で導いた。
2002年（平成14年）8月17日、71歳のときに「半田市栄誉賞」を受賞し、同市で授賞式が開かれた。2003年（平成15年）、第45回日本レコード大賞功労賞を受賞した。古賀政男が1947年（昭和22年）に開いた古賀ギター歌謡学院で教鞭をとっており、野崎に師事したと名乗る者は多数存在する。
2014年1月27日午後2時25分、肺炎のため東京都の自宅で死去。82歳没。没後に第56回日本レコード大賞・功労賞を受賞。

## おもなディスコグラフィ
- 藤島桓夫「俺らは東京へ来たけれど」（1957年）
- 真木不二夫「旅路の雨」（1957年）
- 仲代達矢「小雨の駐車場」（1958年）
- 石原裕次郎
  - 「星屑のブルース」（1965年）
  - 「夜霧の慕情」（1966年）
  - 「夜のめぐり逢い」（1979年）
  - 「夜明けの街」（1980年） - テレビドラマ『西部警察』主題歌
- 北の富士勝昭「ネオン無情」（1967年）
- 木立じゅん「484のブルース」（1968年、補作曲）
- 八代亜紀
  - 「もう一度逢いたい」（1976年）
  - 「女の燈台」（1976年）
  - 「愛の終着駅」（1977年）
  - 「故郷へ…」（1978年）
  - 「涙の最終列車」（1984年）
- 泉ちどり「おんな傘」（2007年）